# Ceuthospora molleriana
Ceuthospora molleriana är en svampart som först beskrevs av Thüm., och fick sitt nu gällande namn av Franz Petrak 1925. Ceuthospora molleriana ingår i släktet Ceuthospora och familjen Phacidiaceae.   Inga underarter finns listade i Catalogue of Life.